# Ивановка (Славутский район)
Ивановка (укр. Іванівка) — село в Славутском районе Хмельницкой области Украины.
Население по переписи 2001 года составляло 612 человек. Почтовый индекс — 30074. Телефонный код — 3842. Занимает площадь 1,71 км². Код КОАТУУ — 6823983001.

## История
В 1946 г. указом ПВС УССР село Янушевка переименовано в Ивановку.
В селе родился Герой Советского Союза Антон Одуха.

## Местный совет
30074, Хмельницкая обл., Славутский р-н, с. Ивановка